# SN 1995ar
SN 1995ar – supernowa typu I odkryta 19 listopada 1995 roku w galaktyce A010120+0418. Jej maksymalna jasność wynosiła 22,71m.